# Delegació del Govern d'Espanya a Ceuta
La Delegació del Govern a Ceuta és l'organisme de l'Administració Pública d'Espanya, dependent de la Secretaria d'Estat de Política Territorial, pertanyent al Ministeri de Política Territorial i Funció Pública, encarregat d'exercir la representació del Govern d'Espanya en la ciutat autònoma de Ceuta.

## Seu
La seu de la Delegació es troba al carrer Beatriz de Silva, 4 de Ceuta.

## Delegats
| Dates del mandat | Dates del mandat | Delegat                               | Partit | Partit |
| ---------------- | ---------------- | ------------------------------------- | ------ | ------ |
| 12.09.1980       | 10.03.1983       | Gerardo Mariñas Romero                |        | UCD    |
| 10.03.1983       | 01.09.1986       | Manuel Peláez López                   |        | PSOE   |
| 01.09.1986       | 25.05.1996       | Ramón Berra Pereira                   |        | PSOE   |
| 25.05.1996       | 18.07.1998       | Javier Cosió Romero                   |        | PP     |
| 18.07.1998       | 01.05.2004       | Luis Vicente Moro Díaz                |        | PP     |
| 01.05.2004       | 20.05.2006       | Jerónimo Nieto González               |        | PSOE   |
| 20.05.2006       | 01.05.2008       | José Jenaro García-Arreciado Batanero |        | PSOE   |
| 01.05.2008       | 31.12.2011       | José Fernández Chacón                 |        | PSOE   |
| 31.12.2011       | 19.05.2015       | Francisco Antonio González Pérez      |        | PP     |
| 19.05.2015       | 19.06.2018       | Nicolás Fernández Cucurull            |        | PP     |
| 19.06.2018       | En el càrrec     | Salvadora del Carmen Mateos Estudillo |        | PSOE   |

## Funcions
L'organisme està dirigit per un delegat, nomenat pel Govern, les funcions del qual, segons l'article 154 de la Constitució espanyola, són les de dirigir l'Administració de l'Estat al territori de la Comunitat Autònoma i la coordinarà, quan escaigui, amb l'administració pròpia de la Comunitat.